# Villa Nowotny
Villa Nowotny (čp. 972) je vilový dům v Kadani. Nachází se v Klášterecké ulici (dříve Vernéřovská) v předměstské vilové čtvrti dříve známé jako čtvrť Svatovojtěšská. Autorem projektu je významný kadaňský vilový architekt a stavitel Johann Petzet. Stavebníkem a prvním majitelem vily byl Ing. Franz Nowotny, profesor střední zemědělské školy v Kadani. Stavební práce byly dokončeny roku 1934.

## Výstavba
Projekt modernisticky až funkcionalisticky pojaté Villy Nowotny vyhotovil roku 1934 na objednávku Ing. Franze Nowotnyho kadaňský vilový architekt a stavitel Johann Petzet. Výstavbu realizovala jeho stavební firma. Stavební práce byly dokončeny již v září 1934 a následně byla novostavba úředně zkolaudována a shledána jako vhodná k obývání. V letech 1938 až 1939 byla k vile přistavěna též automobilová garáž.

## Majitelé
Stavebníkem a prvním majitelem Villy Nowotny byl Ing. Franz Nowotny. Ten se narodil roku 1900 v Broumově do česko-německé rodiny manželům Josefu Maximilianovi Nowotnymu (1857–1922) a Agnes Nowotny (*1877), rozené Watzek. Oba rodiče Franze Nowotnyho pocházeli přímo z Broumova a jeho otec zde byl majitelem textilní továrny. Zřejmě roku 1922 absolvoval Franz Nowotny Německou vysokou technickou školu v Praze a začal pracovat jako odborný pedagog. Později působil v Lovosicích, kde se také v roce 1930 oženil s Augustou (*1908), rozenou Reichert, která pocházela z rodiny železničního úředníka. Nedlouho poté se novomanželé přestěhovali do Děčína, kde Ing. Franz Nowotny nastoupil jako přednášející na vyšší zemědělské škole v Děčíně-Libverdě. Tato škola byla od roku 1921 samostatným akademickým oddělením pražské Německé technické vysoké školy. Během pobytu v Děčíně se manželům Nowotnym narodil syn Max (*1931).
Když začal roku 1934 Ing. Franz Nowotny vyučovat na střední zemědělské škole v Kadani, rozhodli se manželé pro stavbu nové rodinné vily. Pro svou rezidenci si zvolili tehdy nově vznikající Svatovojtěšskou vilovou čtvrť. V době, kdy začal Franz Nowotny působit na kadaňské zemědělské škole, byla tato vzdělávací instituce konglomerátem tří školských zařízení: vyšší zemědělské školy, vyšší hospodyňské školy a odborné zemědělské školy. Ing. Franz Nowotny byl aprobován pro vyšší střední zemědělské školy jako profesor v oborech chovatelství, anatomie, češtiny, rétoriky, mlékařství a zemědělské praxe. Na zemědělské škole v Kadani mimo tyto obory dále vyučoval také zeměpis, dějepis a včelařství. Zároveň byl správcem sbírek pro chovatelství a mlékařství, a navíc na hospodyňské škole vypisoval kurzy účetnictví a vedení domácnosti a firmy. V ročence školy z roku 1936 se například uvádí, že během tohoto roku Nowotny vyhotovil celkem tři odborné expertízy, publikoval tři odborné články a uskutečnil deset veřejných přednášek. Také vedl sedm samostatných experimentů a působil též jako soudní znalec v oboru chovatelství při Okresním soudu v Kadani.
Během pobytu v Kadani se manželům Nowotným narodily ještě tři děti, a sice Peter Ernst (*1936) v chomutovské nemocnici, Michael (*1943), který však několik dní po porodu v chomutovské nemocnici zemřel a Regina Emilie, která se narodila 3. května 1945 v Kadani. Téhož roku, krátce po skončení Druhé světové války, byla rodině Villa Nowotny zkonfiskována obnovenými československými úřady jakožto tzv. německý majetek a manželé Nowotny i s dětmi byli vyhnáni z Československa.